# Memecylon myrtiforme
Memecylon myrtiforme é uma espécie de planta da família Melastomataceae. É endêmica em Maurícia e seu hábitat natural são regiões subtropicais ou tropicais de secas florestas.